# 福尔图纳戈
福尔图纳戈（義大利語：Fortunago），是意大利帕维亚省的一个市镇。总面积18.01平方公里，人口386人，人口密度21.4人/平方公里（2009年）。国家统计（ISTAT）代码为018064。